# آ-لیست
آ-لیست (به انگلیسی: A-list) یا ردهٔ آ اصطلاحی است که به افراد مشهور و موفقی مانند ستاره‌های بزرگ سینما، خوانندگان مطرح، ستاره‌های ورزشی، سوپر مدل‌ها و... گفته می‌شود که نسبت به دیگران محبوبیت و اعتبار بیشتری داشته و ستوده شده‌اند.

## استفادهٔ عمومی
در فرهنگ عموم "سلبریتیِ لیست اِی"(A-list celebrity) کسی است که شهرت، محبوبیت و جایگاه ویژه‌ای دارد. به همین ترتیب فردی که شهرت کمتری دارد "لیست بی"(B-list) و بعد از آن "لیست سی"(C-list) خوانده می‌شود. بازیگران "لیست سی" معمولاً آن‌هایی هستند که به چهره آشنا اند، نه به اسم و مشخصات.

در پایین‌ترین درجه، "لیست دی"(D-list) قرار دارد که معمولاً افرادی اند که تنها برای حضور در برنامه‌های تلویزیونی و تلویزیون واقع‌نما شناخته می‌شوند. استفاده از حروف الفبای بعد از D مثل "Z-list" برای اغراق یا طنز به کار می‌رود و در واقع همان معنی D-list را دارد.